# Тапетум

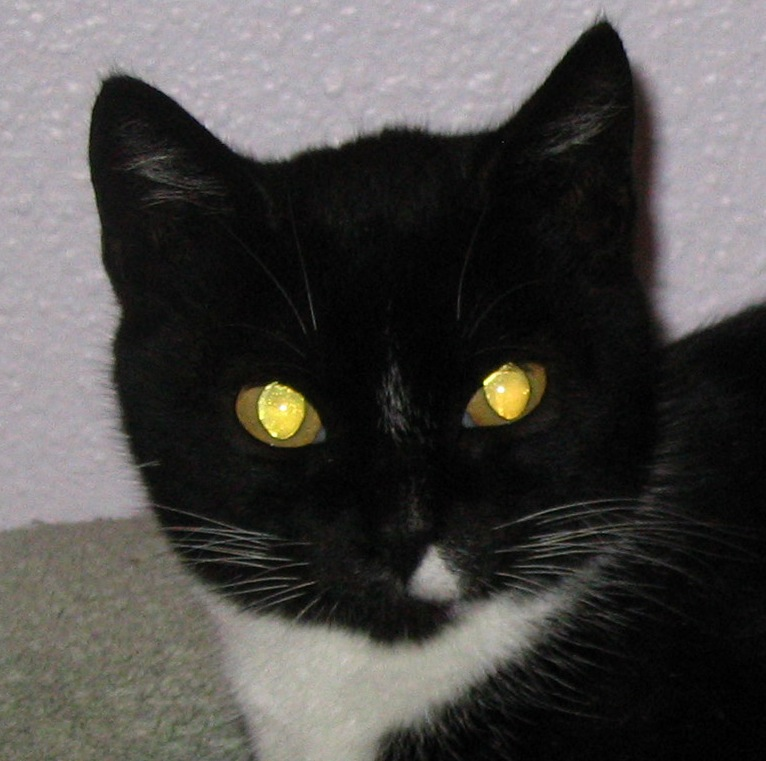

Тапетум (новолат. tapetum, от др.-греч. τάπης — покрывало, ковёр; полное название — tapetum lucidum) — особый слой сосудистой оболочки глаза позвоночных. У различных групп животных варьируется расположение, внешний вид и микроструктура тапетума.
Эффект тапетума луцидума встречается даже у некоторых членистоногих (паукообразных и ракообразных), хотя анатомическое строение глаз этого типа совершенно отличное от позвоночных животных.

## Строение
Расположен позади сетчатки, представляет собой «зеркальце», отражательную оболочку. Покрывает всё глазное дно или его часть, визуально напоминает перламутр. Состоит из кристаллов гуанина, может содержать примеси различных пигментов, придающих ему синий, зелёный или жёлтый оттенок.
Условно выделяют два типа тапетума: tapetum lucidum, явно содержащий светоотражающий пигмент, и tapetum nigrum, практически лишённый его. Данные подгруппы условны, так как разница в количестве гуанина в ряде случаев сложно уловима.

## Биологические функции
В глазах многих позвоночных tapetum lucidum выполняет роль биологической отражающей системы, необходимой прежде всего для ночного зрения. Бо́льшая часть света, попадающего в глаз, проходит сквозь сетчатку, и лишь небольшой процент его вызывает реакцию чувствительных клеток. Тапетум направляет прошедшие сетчатку фотоны, которые не провзаимодействовали с рецепторами сетчатки, назад на сетчатку, чтобы повысить количество поглощённых фотонов. В условиях сумерек (малой интенсивности освещения) такая двойная стимуляция фоторецепторов оказывается весьма ценной, но при ярком освещении повышенная чувствительность сетчатки отрицательно сказывается на зрительной активности.
Наличие тапетума обусловливает эффект «свечения глаз» у многих животных. В действительности глаза не светятся, а лишь отражают свет, попавший в них, поэтому в полной темноте заметить данный эффект невозможно. Цвет «свечения» зависит от конкретного пигмента, присутствующего в тапетуме: глаза кошки в темноте сверкают зелёным, как и глаза некоторых пауков, глаза ракообразных (крабы, креветки) имеют красно-фиолетовую гамму свечения, некоторых рыб — молочно-белую.

## Особенности тапетума у некоторых групп млекопитающих

### Кошки

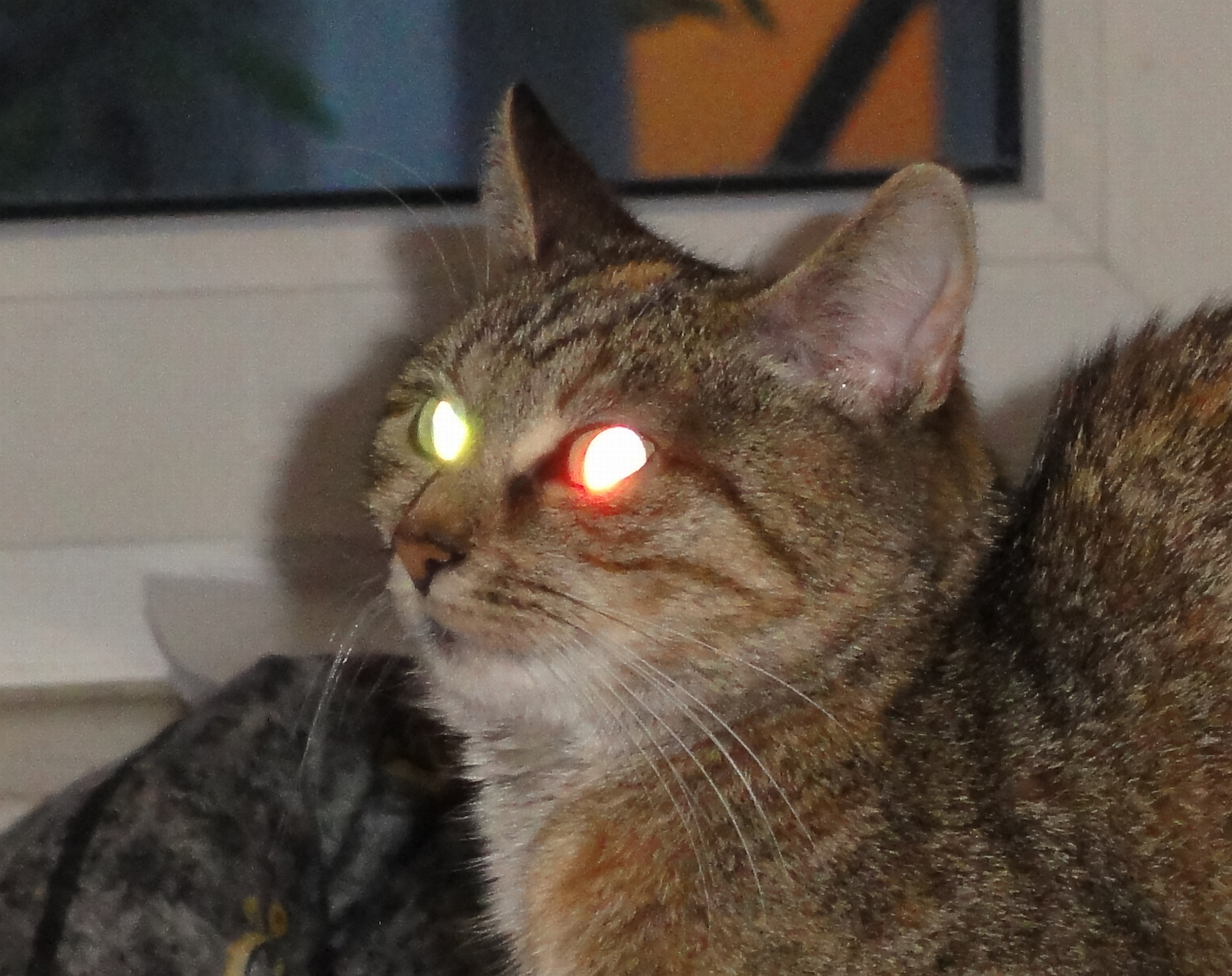

Цвет tapetum lucidum у кошек чаще всего лежит в диапазоне от жёлтого до зелёного, реже встречаются другие оттенки (например у сиамских кошек — малиновый). Морфологически окраска тапетума в кошачьем глазу изменяется по направлению от центра к краю следующим образом: вокруг диска зрительного нерва тапетум золотисто-зелёного цвета, с нежным блеском, ближе к краю он приобретает зелёную, голубовато-зелёную или фиолетовую окраску, постепенно меняя цвет на пурпурно-красный и в итоге переходит в tapetum nigrum тёмно-буро-красного цвета.

### Собаки

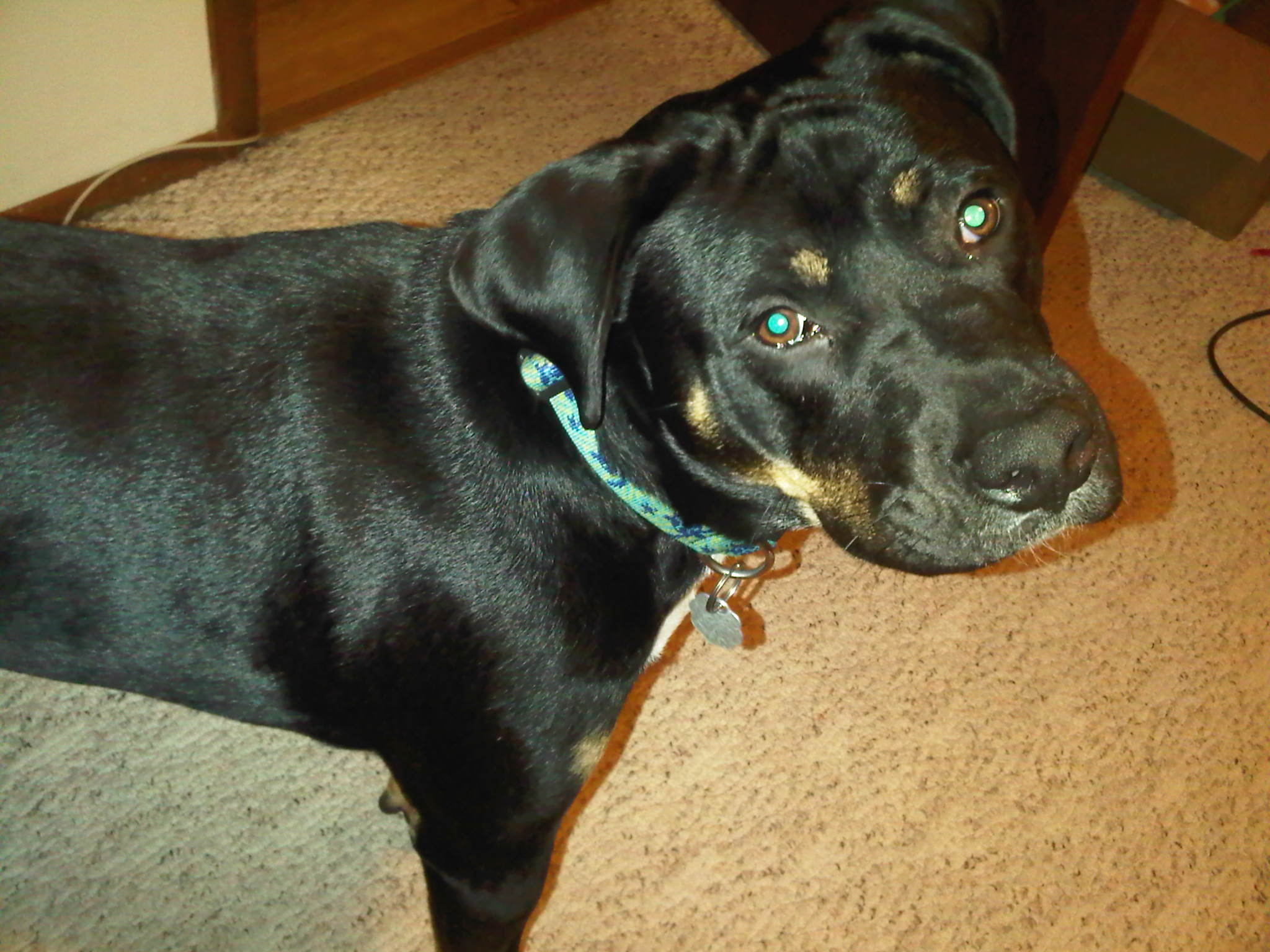

Наиболее разнообразна окраска tapetum lucidum у представителей семейства псовых (в большинстве случаев площадь его больше площади tapetum nigrum). У домашних собак цвет тапетума варьирует как в зависимости от конкретной породы, так и от окраски самого животного. Например, у группы той-терьеров tapetum lucidum развит хуже всего, встречаются даже случаи, когда присутствует только его латеральная часть, а tapetum nigrum при этом занимает нижний участок видимой части дна. Цвет тапетума в данном случае чаще всего тёмный, коричнево-бурых оттенков.
Наиболее часто встречающийся вариант сочетания цветов тапетума у собак таков: в верхней части жёлто-зелёный, книзу постепенно меняется на зелёно-голубой, фиолетовый или пурпурный. На фоне цветного поля могут быть заметны мелкие зеленоватые точки или пятнышки. У некоторых собак имеются блестящие вкрапления неправильного очертания, золотистого или серебристого цвета. Зачастую при разном освещении и его разных характеристиках цвет тапетума может изменяться в пределах двух-трёх оттенков одного или (гораздо реже) нескольких цветов.

### Тапетум у альбиносов
У животных с альбинизмом (полным или частичным) пигментация тапетума отсутствует. У них может также наблюдаться общая недостаточность тапетума, отсутствие пигмента в пигментном эпителии сетчатки. В случае полного отсутствия пигмента на белом фоне склеры выделяются только сосуды; если же какое-то количество пигмента присутствует, глазное дно выглядит однородно красным (белые мыши, крысы, кролики).